# Tatuagem - volume 16
Tatuagem um álbum da banda Mastruz com Leite lançado em 1998. Emplaca a música de mesmo nome que foi a mais tocada em todas as rádios do Brasil, e Cheiro de Gol em homenagem a Copa de 1998. Nesse período a formação clássica da banda é desfeita com a saída do vocalista França e a entrada de Alberto River.

## Faixas
1. Tatuagem
2. Um Tempo Pra Nós Dois
3. Palavras do Coração
4. Conto de Fadas
5. Louca Por Você
6. Aconchego do Amor
7. Identidade
8. Onde Foi Que Eu Errei
9. Simples Amizade
10. Arraiá da Capitá
11. Estrela Cadente
12. Forró Chamego
13. Tem Algo Errado
14. Lembranças do Sertão
15. Bom Arrasta-Pé
16. São Franscisco Nosso Irmão
17. Mulher Buchuda
18. Pra Gente Voltar
19. Querida Mãe
20. Cheiro de Gol